# SAM76
SAM76 est un langage de programmation développé à la fin des années 70.

## Juridique
Les auteurs seront poursuivis par Calvin Mooers pour violation de brevets logiciels, mais l'affaire sera classée sans suite.